# کبالت

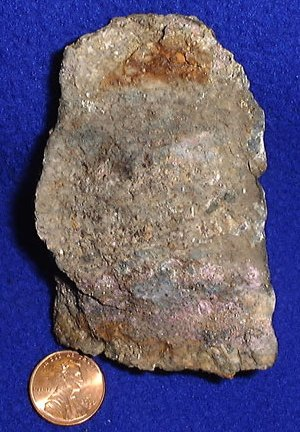
کان‌سنگ کبالت.

کُبالت (به انگلیسی: Cobalt) یک عنصر شیمیایی با نماد Co و عدد اتمی ۲۷ است. مانند نیکل، کبالت در پوسته زمین فقط به صورت ترکیبات شیمیایی یافت می‌شود، به جز رسوبات اندکی که در آلیاژهای آهن متوریک طبیعی وجود دارد. کبالت خالص که توسط گدازگری احیائی تولید می‌شود، فلزی سخت، براق، و خاکستری-نقره ای است.
از رنگدانه‌های آبی پایه کبالت (آبی کبالت) از زمان‌های بسیار قدیم برای جواهرات و رنگ‌ها، و دادن رنگ متمایز آبی به شیشه استفاده می‌شده‌است، اما بعداً تصور می‌شد که این رنگ به دلیل بیسموت فلزی شناخته شده باشد. معدنچیان مدت‌ها بود که از نام سنگ معدن کوبولد برای برخی از مواد معدنی تولیدکننده رنگدانه‌های آبی استفاده می‌کردند. این نامگذاری به این دلیل بود که دارای فلزات شناخته شده کمی بودند و هنگام ذوب شدن آنها بخارات سمی آرسنیک تولید می‌شد. در سال ۱۷۳۵ مشخص شد که چنین سنگ معدنی قابل تبدیل به فلز جدید (کشف برای اولین بار از زمان باستان) است و در نهایت این سنگ معدن کوبولد نامگذاری شد.
امروزه، بخشی از کبالت تولید شده در جهان به‌طور خاص از کبالتیت (CoAsS) تولید می‌شود. این عنصر معمولاً بیشتر به عنوان محصول جانبی استخراج مس و نیکل تولید می‌شود. کمربند مس در جمهوری دموکراتیک کنگو (DRC) و زامبیا بیشترین تولید جهانی کبالت را به همراه دارد. تولید جهانی در سال ۲۰۱۶ برابر ۱۱۶۰۰۰ تن متریک (طبق منابع طبیعی کانادا) بود و DRC فقط بیش از ۵۰٪ را به خود اختصاص داد.
کبالت در درجه اول در باتری‌های یون لیتیوم و در ساخت آلیاژهای مغناطیسی، مقاوم در برابر سایش و مقاومت بالا استفاده می‌شود. ترکیبات سیلیکات کبالت و آلومینات کبالت(II) (CoAl2O4، آبی کبالت) به شیشهها، سرامیکها، جوهرها، رنگها و لعابها یک رنگ آبی متمایز می‌دهند. کبالت به‌طور طبیعی تنها به عنوان یک ایزوتوپ پایدار، کبالت-۵۹ ظاهر می‌شود. کبالت-۶۰ یک رادیوایزوتوپ تجاری مهم است که به عنوان یک ردیاب رادیواکتیو و برای تولید پرتوهای گاما انرژی بالا استفاده می‌شود.
کبالت مرکز فعال گروهی از کوآنزیم‌ها به نام کوبالامین است. ویتامین B12، معروف‌ترین نمونه از این نوع، یک ویتامین ضروری برای همه حیوانات است. کبالت به شکل غیرآلی نیز ریز مغذی باکتری‌ها، جلبک‌ها و قارچ‌ها است.
سازمان زمین‌شناسی ایالات متحده ذخایر جهانی کبالت را ۷۱۰۰۰۰۰ متریک تن تخمین زده‌است. در حال حاضر جمهوری دموکراتیک کنگو (DRC) 63% از کبالت جهان را تولید می‌کند. اگر توسعه برنامه‌ریزی شده توسط تولیدکنندگان معدن مانند Glencore Plc طبق انتظار انجام شود، این سهم بازار ممکن است تا سال ۲۰۲۵ به ۷۳٪ برسد. انرژی جدید مالی بلومبرگ تخمین زده‌است که تقاضای جهانی تا سال ۲۰۳۰ می‌تواند ۴۷ برابر بیشتر از سال ۲۰۱۷ باشد.

## مشخصات

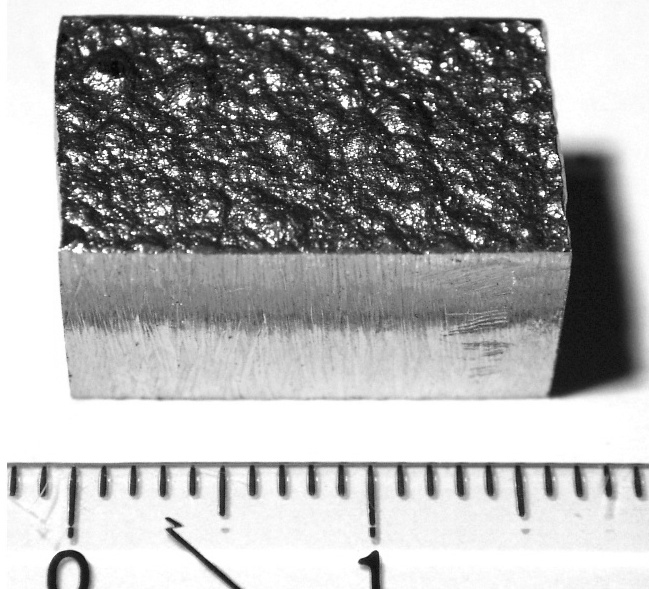
یک بلوک از کبالت تصفیه شده الکترولیتی (خلوص ۹۹٫۹٪) که از یک پلیت بزرگ بریده شده‌است.

کبالت یک فلز فرومغناطیسی با وزن مخصوص ۸٫۹ است. دارای دمای کوری ۱۱۱۵ درجه سلسیوس و گشتاور مغناطیسی آهنربا ۱٫۶–۱٫۷ مگنتون بور در هر اتم است. نفوذپذیری نسبی کبالت دو سوم آهن است. کبالت فلزی به صورت دو ساختار کریستالوگرافی رخ می‌دهد: hcp و fcc. دمای انتقال ایده‌آل بین ساختارهای hcp و fcc برابر ۴۵۰ درجه سلسیوس است، اما در عمل اختلاف انرژی بین آنها به قدری کم است که رشد متوسط تصادفی این دو معمول است.
کبالت یک فلز کاهنده ضعیف است و توسط یک لایه غیرفعال در برابر اکسایش محافظت می‌شود. این عنصر توسط هالوژنها و گوگرد مورد حمله قرار می‌گیرد. گرمایش آن در اکسیژن باعث تولید Co3O4 می‌شود که اکسیژن را در دمای ۹۰۰ درجه سلسیوس از دست می‌دهد تا به کبالت(II) اکسید، CoO برسد. این فلز با فلورین (F2) در ۵۲۰ کلوین واکنش می‌دهد تا CoF3 تولید شود؛ و با کلرین (Cl2)، برمین (Br2) و ید (I2)، تولید هالیدهای دوتایی معادل می‌دهد. حتی در صورت گرم کردن با گاز هیدروژن (H2) یا گاز نیتروژن (N2) واکنش نشان نمی‌دهد اما با بور، کربن، فسفر، آرسنیک و گوگرد واکنش نشان می‌دهد. در دماهای معمولی، به آرامی با اسیدهای معدنی و بسیار آرام با هوای مرطوب، اما نه با هوای خشک، واکنش نشان می‌دهد.

## تولید

نمودار تولید جهانی کبالت.

سنگ معدن‌های اصلی کبالت شامل کبالتیت، اریتریت، گلوکودوت و اسکوترودیت است، اما بیشتر کبالت با کاهش محصولات جانبی کبالت در استخراج و گدازگری نیکل و مس بدست می‌آید.
از آنجا که کبالت معمولاً به عنوان محصول جانبی تولید می‌شود، تأمین کبالت تا حدود زیادی به امکان اقتصادی استخراج مس و نیکل در یک بازار معین بستگی دارد. پیش‌بینی شده بود که تقاضا برای کبالت در سال ۲۰۱۷ به میزان ۶٪ رشد کند.
| کشور                  | تولید   | ذخایر     |
| --------------------- | ------- | --------- |
| جمهوری دموکراتیک کنگو | ۶۴٬۰۰۰  | ۳٬۵۰۰٬۰۰۰ |
| روسیه                 | ۵٬۶۰۰   | ۲۵۰٬۰۰۰   |
| استرالیا              | ۵٬۰۰۰   | ۱٬۲۰۰٬۰۰۰ |
| کانادا                | ۴٬۳۰۰   | ۲۵۰٬۰۰۰   |
| کوبا                  | ۴٬۲۰۰   | ۵۰۰٬۰۰۰   |
| فیلیپین               | ۴٬۰۰۰   | ۲۸۰٬۰۰۰   |
| ماداگاسکار            | ۳٬۸۰۰   | ۱۵۰٬۰۰۰   |
| پاپوآ گینه نو         | ۳٬۲۰۰   | ۵۱٬۰۰۰    |
| زامبیا                | ۲٬۹۰۰   | ۲۷۰٬۰۰۰   |
| کالدونیای جدید        | ۲٬۸۰۰   | -         |
| آفریقای جنوبی         | ۲٬۵۰۰   | ۲۹٬۰۰۰    |
| مراکش                 | ۱٬۵۰۰   |           |
| ایالات متحده آمریکا   | ۶۵۰     | ۲۳٬۰۰۰    |
| سایر کشورها           | ۵٬۹۰۰   | ۵۶۰٬۰۰۰   |
| کل جهان               | ۱۱۰٬۰۰۰ | ۷٬۱۰۰٬۰۰۰ |

روش‌های مختلفی برای جداسازی کبالت از مس و نیکل وجود دارد که به غلظت کبالت و ترکیب دقیق سنگ معدن بستگی دارد. یک روش، شناورسازی کف است که در آن سورفاکتانتها به اجزای سنگ متصل می‌شوند و منجر به غنی سازی سنگ معدن کبالت می‌شوند. تفت دادن بعدی، سنگ معدن را به سولفات کبالت تبدیل می‌کند و مس و آهن به اکسید، اکسایش می‌یابند. شسته شدن با آب، سولفات را به همراه آرسنات استخراج می‌کند. باقیمانده‌ها بیشتر با اسید سولفوریک شسته می‌شوند و محلول سولفات مس تولید می‌شود. کبالت را می‌توان از سرباره گدازگری مس نیز جدا کرد.
فرایندهای یادشده به اکسید کبالت (Co3O4) تبدیل می‌شوند. این اکسید در اثر واکنش آلومینوترمی یا کاهش در کربن در کوره بلند به فلز تبدیل می‌شود.
تغییراتی که کنگو در قوانین معدن در سال ۲۰۰۲ ایجاد کرد، سرمایه‌گذاری‌های جدیدی را در پروژه‌های مس و کبالت کنگو به همراه داشت. معدن موتانا گلنکور در سال ۲۰۱۶ مقدار ۲۴۵۰۰ تن کبالت، یعنی ۴۰٪ از تولید کنگو و تقریباً یک چهارم تولید جهانی را عرضه کرد. پس از عرضه بیش از حد، گلنکور اواخر سال ۲۰۱۹ موتاندا را به مدت دو سال تعطیل کرد. پروژه معدن کاتانگا از گلنکور نیز از سر گرفته شده‌است و طبق گفته گلنکور تا سال ۲۰۱۹ باید ۳۰۰۰۰۰ تن مس و ۲۰۰۰۰ تن کبالت تولید کند.

## کاربردها

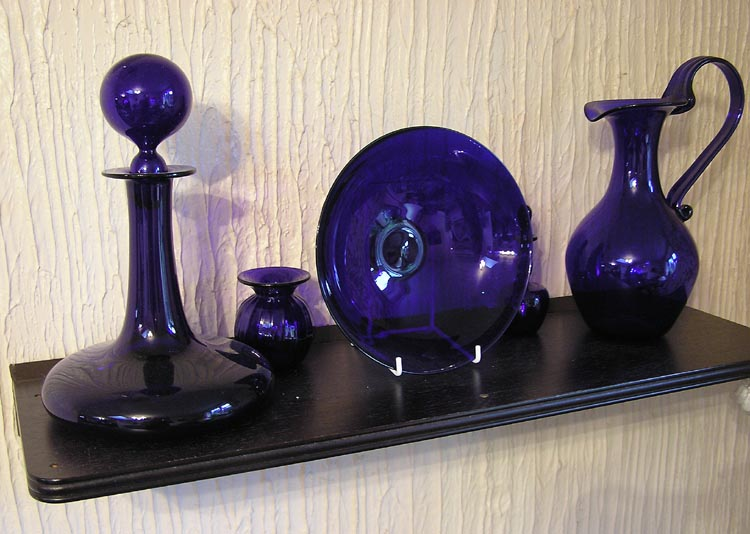
طراحی رنگ آبی با استفاده از عنصر کُبالت

در سال ۲۰۱۶، مقدار ۱۱۶۰۰۰ تن کبالت استفاده شد. از کبالت در تولید آلیاژهای با کارایی بالا استفاده شده‌است. همچنین می‌توان از آن برای ساخت باتری‌های قابل شارژ استفاده کرد و ظهور وسایل نقلیه الکتریکی و موفقیت آنها در بازار احتمالاً ارتباط زیادی با تولید فزاینده جمهوری دموکراتیک کنگو دارد. سایر عوامل مهم که باعث تشویق تولید کبالت در کنگو شده‌است، قانون استخراج معدن در سال ۲۰۰۲ بود که سرمایه‌گذاری شرکت‌های خارجی و فراملی مانند گلنکور را افزایش داد و پایان جنگ‌های اول و دوم کنگو بود.

### آلیاژها
در گذشته سوپرآلیاژهای پایه کبالت بیشتر مصرف کبالت تولید شده را به خود اختصاص می‌دادند. پایداری دمایی این آلیاژها آنها را برای ساخت پره‌های توربین، توربین‌های گازی و موتورهای جت هواپیما مناسب می‌کند، اگرچه آلیاژهای تک کریستال مبتنی بر نیکل از عملکرد آنها پیشی می‌گیرند.
کاتالیست‌ها
ترکیب های متنوع کبالت کاتالیست‌های اکسیداسیون هستند. کاتالیزورهای مبتنی بر کبالت در واکنش‌های مربوط به مونوکسید کربن استفاده می‌شوند. کبالت همچنین یک کاتالیزور در فرآیند فیشر-تروپش برای هیدروژناسیون مونوکسید کربن به سوخت مایع است.